# Key Largo (Spiel)
Key Largo ist ein Gesellschaftsspiel von den Spieleautoren Paul Randles, Mike Selinker und Bruno Faidutti, das 2005 von dem französischen Verlag Tilsit Éditions auf den französischen, italienischen und deutschen Markt gebracht wurde. Den Vertrieb übernahmen in Belgien das Unternehmen „Hodin“, in Kanada „Filosofia“ und in der Schweiz „Carletto“. Im Mai 2008 gab es eine englischsprachige Neuausgabe bei „Titanic Games“ (Paizo Publishing).

## Spielmaterial
Das Zubehör besteht aus: einem fünfteiligen Spielplan (die Insel), 130 Wrackkarten (davon 20 geringe Tiefe, 30 mittlere Tiefe, 30 große Tiefe), 24 Aktionskarten, 24 Karten mit möglichen Bekanntschaften, einer Startspielerkarte, 15 Tauchern, 40 Taucherausrüstungen, einem Rettungsring (Rundenanzeiger), 5 hölzernen Spielfiguren (Schiffe) sowie einem Satz Spielgeld-Dollar.

## Spielrahmen und Handlung
Die Handlung spielt 1899 in der Gegend der Inselkleinstadt Key Largo in Florida. Mehrere Schatztaucher suchen Gold und untergegangene Schätze in dem an versunkenen Wracks reichen Meeresgebiet. Während des Spiels unternehmen die Mitspieler Tauchgänge, kaufen Ausrüstung und suchen nach Wracks.
Zu Beginn besitzt jeder Taucher-Unternehmer 100 Spielgeld-Dollar. Er kann bis zu drei Taucher-Figuren für sich arbeiten lassen, sofern er sie und ihre Ausrüstung bezahlen kann. Es sind nur 10 Tage Zeit, um das Wettrennen als reichster Schatzsucher zu beenden, da dann die tropische Wirbelsturm-Saison erwartet wird. Mittels fünf Aktionskarten, die jeder Spieler verdeckt auf der Hand hält, wählt jeder Akteur eine Aktion für den Vormittag und eine für den Nachmittag. Die Aktionskarten zeigen entweder einen der vier Häfen oder die Aktion „tauchen“.
Die Spieler wählen gleichzeitig ihre Aktion, das heißt, diese Karten werden immer zeitgleich aufgedeckt. Beim Tauchen kann man nur so tief hinunter, wie die zuvor erworbenen Schläuche pro Taucher reichen. Die Bekanntschaftskarten gewähren einmalige Preisermäßigungen.
Beim Tauchen können Seeungeheuer angreifen. Eigene Taucher-Figuren, die sich nicht mit einem Dreizack bewaffnet wehren konnten, scheiden aus.
Sind die zehn Tage vorbei, wird der Bargeldbestand jedes Spielers gezählt. Dazu addiert werden werthaltige Schatzschiff-Handkarten. Wer am Ende das meiste Geld besitzt, ist der Gewinner.

## Kritik
Die Rezensentin bei „wir-testen-spiele.de“ hielt „Key Largo“ für ein gutes Familienspiel. Zugleich kritisierte sie vehement die schlechte Qualität des Spielmaterials der Tilsit-Ausgabe sowie den Mangel an innovativen Komponenten und Interaktivität.
Die Besprechung bei „Hall9000“ betonte ebenfalls die Eignung als Familienspiel. Am besten spiele man zu viert, da drei Mitspieler zu wenig Wettbewerb und fünf zu viel Gedränge auf dem Spielplan erzeugten. Man kritisierte den hohen Glücksfaktor, die leicht umkippenden Schiffsklötzchen sowie den übertriebenen Effekt des eingebauten Details „Taschendieb“.

## Sonstiges
Der Titel „Key Largo“ wurde laut Faidutti gewählt, weil der Name aufgrund des gleichnamigen Filmklassikers sowohl dem US-amerikanischen als auch dem französischsprachigen Publikum bekannt und positiv besetzt ist.
Das Spiel fußt auf einer Zweitauswertung einer Idee des 2003 verstorbenen Paul Randles, die zuerst auf Deutsch als „Piratenbucht“, später englischsprachig als „The Pirate's Cove“ und französischsprachig als „La Crique des Pirates“ im Spielehandel erschien. Diesmal sollte allerdings Piraten kein Thema sein, sondern das Schatz-Tiefseetauchen im Zentrum stehen.
Die Illustration der Spieleschachtel ist eine Parodie des Comics Der Schatz von Rackham dem Roten von 1944 aus der Reihe Tim und Struppi.
Der im Spiel Zeitdruck erzeugende Hurrikan wurde „Katty“ genannt zu Ehren von Katty Pepermans, der Witwe von Paul Randles, eines der Urheber dieses Spiels.
Die Gesichter der Spielkarten enthalten Karikaturen der drei Autoren, des Illustrators und des Produktionschefs der „Tilsit Collection“, Nicolas Anton.